# Pardosa glabra
Pardosa glabra är en spindelart som beskrevs av Cândido Firmino de Mello-Leitão 1938. 
Pardosa glabra ingår i släktet Pardosa och familjen vargspindlar. Inga underarter finns listade i Catalogue of Life.